# Leon Hutten
Leon Hutten (Tilburg, 30 september 1962) is een Nederlands voormalig profvoetballer die actief is als trainer en eigenaar is van diverse voetbalscholen. Voor het seizoen 2016-2017 is Hutten hoofdcoach bij het eerste elftal van vv Groot-Ammers dat in de vierde klasse uitkomt
Zijn neef Lars Hutten werd ook betaald voetballer, net als zijn broer Corné Hutten.

## Clubstatistieken
| Jaren     | Club         | Duels | Goals |
| --------- | ------------ | ----- | ----- |
| 1981-1984 | Willem II    | 4     | 0     |
| 1984-1998 | RKC Waalwijk | 421   | 2     |

## Erelijst
- Kampioen Eerste divisie (1987/1998) met RKC Waalwijk